# ニース条約
ニース条約（ニースじょうやく）は、欧州連合の基本条約のうち、ローマ条約とマーストリヒト条約について修正を加えた条約。
2000年12月11日にニースで開かれた欧州理事会において合意され、2001年2月26日調印、2003年2月1日に発効した。

## 内容
ニース条約の主要な目的は、将来の拡大に対応するための機構改革を実施することである。この目的は本来、アムステルダム条約に関する政府間会合 (IGC) の決定において実施される予定だったが、アムステルダム条約では不十分な点が多く含まれていたため、新たな対応が求められていた。
ニース欧州理事会で採択された本条約は多方面からの反対を受けた。ドイツは欧州連合理事会の表決手続きに関して、自国の人口をより考慮した票の配分を求めたが、これにはフランスが反対した。フランスはドイツとともに欧州連合に対する影響力を保持したいとの考えから、両国の票の配分は同等であるべきだと主張した。また多くの加盟国が従来の方式を大幅に単純化するべきとの考え方から、特定多数決方式に代わって、加盟国の投票とその人口による二重の多数決の導入が提案されたが、これもフランスが同様の理由で拒否した。これらを踏まえ二重の多数決について、加盟国の投票に加え、賛成を投じた加盟国の連合全体における人口の割合を考慮して、一定以上の市民の意見を代表しているかという観点で決するという妥協案に合意がまとまった。
またニース条約では将来の拡大に備えて、欧州議会の議員定数を732とした。これはアムステルダム条約で定められた定数では対応しきれないために修正したものである。
拡大後の欧州委員会の規模の削減については急場しのぎで対応されている。つまり、ニース条約では加盟国数が27に達したときは、委員の定数を新規加盟直後は加盟国数と同数とするが、その後27を下回る数に減らすことを定めている。しかしこの方法では真の意味における削減の目的にかなうものではない。一時的な対処として、2005年1月1日以降、ドイツ、フランス、イギリス、イタリア、スペインは2人目の委員を出すことを中止している。
このほか、ニース条約では欧州司法裁判所と第一審裁判所 (現: 一般裁判所) に、特許などの特定分野を係属する付属的な法廷を設置することについて定めている。
ところで、ニース条約において緊密な協力に関する新たな規定が導入されている。これはもともとアムステルダム条約において新設された規定であるが、実行不可能であると考えられているため、いまだにその規定が適用されたことはない。
またオーストリアの連立政権にイェルク・ハイダー率いるオーストリア自由党が加わったことに対する制裁措置の効果が出ず、拡大のさいにおける新規加盟国の安定性に関する、将来起こりうる危険を受けて、ニース条約では加盟国に対する制裁措置の適用に関する規定を初めて取り入れた。
さらにニース条約ではパリ条約の失効による欧州石炭鉄鋼共同体の消滅による財政面の影響に関する規定を盛り込んでいる。
欧州委員会の定数に関しても述べたが、ニース条約は広範囲にわたる欧州連合の機構制度の根本的な改革には触れられていないものと広く認識されている。欧州連合の機構制度は広い視野で見るとあまりにも複雑すぎていて、そのためニース欧州理事会において、2004年の IGC に先立ち、コンベンション（協議会）を設立することが合意された。
欧州議会の委員会ではニースにおける IGC で、機構改革や欧州検察官の任命など欧州共同体の新たな権限を新設することに関する自らが提案したその多くが取り入れられていないことに不満を感じていた。欧州議会は、自身には拒否権が与えられていないとはいえ、ニース条約の対抗案を採択する構えを見せ、またイタリア議会でも、欧州議会の同意が得られないのであるならば批准を拒否するという機運があったが、最終的には両者ともニース条約を受け入れた。
欧州連合の3つの柱構造について、ニース条約では維持されたものの、多くの加盟国が複雑なものであるとした。これについては個別の基本条約を一本化し、また異なる法人格を持つ3つの共同体（欧州共同体、欧州原子力共同体、欧州石炭鉄鋼共同体）を1つにさせ、そのうえで欧州共同体と欧州連合の枠組みを統合させて欧州連合に法人格を持たせるべきであるとの議論がなされた。これについてもドイツは加盟各国と欧州連合の権限の違いは明確にしておくことを求めた。
このほかニース条約では欧州連合基本権憲章に関する協力にも触れているが、これは2004年の IGC 以降もイギリスが反対したために、議論が先送りされた。

## 批准手続き
条約修正に関する従来の規定では、対象となる条約は後発の条約によってのみ修正され、その修正条約が発効するには全加盟国の批准がなされなければならない。
アイルランドを除く全ての加盟国は、それぞれの議会において批准手続きを完了させた。アイルランド最高裁判所はかつて単一欧州議定書に関する裁判で、基本条約の根本的な変更は、国民に由来する主権についてのアイルランド憲法の規定にかかわるものであるという判決を下しているため、ニース条約の批准に先立って憲法改正手続きを実施しなければならず、その手続きは国民投票によるものとされていた。
2001年6月のアイルランドの国民投票でニース条約批准を拒否する結果となり、これは欧州統合を進めてきたヨーロッパの政界に驚きをもって受け止められた。この国民投票の投票率自体は34%と低く、アイルランドの主要政党が余り熱心に批准についての議論をせず、これまでの基本条約と同様に、有権者の多くがニース条約についても賛成するだろうと当て込んでしまった結果であると言える。ところが多くの有権者は条約の内容に不満を抱き、ニース条約で小国が低く扱われるものと判断したのである。このほかアイルランドの中立性に関して、条約の影響に一部の有権者は懐疑的であったということもあった。また欧州連合の主導権に関して、実態にそぐわない面や傲慢さがあるものと判断され、これにより各国首脳は条約に対する批判に耳を傾けなければならないという認識を持つようになった（同様の例としてデンマークでの国民投票でマーストリヒト条約が反対されたことがある）。結局は、反対派がただ投票をせずとも、「反対票を投じよう」という運動はニース条約の意義に関して重大な問題を投げかける効果があったというために、ニース条約は否定されてしまったのである。
アイルランド政府は、欧州理事会がアイルランドの軍事政策と距離を置くとするセビリア宣言を受けて、2002年10月19日、再度ニース条約に関する国民投票を実施した。この投票のさいに、条約批准に当たって2つの重要な条件を課しており、1つが「緊密化した協力」についてドイル・エアラン（議会下院）の承認を要するというもので、もう1つが欧州連合の共通防衛政策にアイルランドは参加しないとするものである。主要政党や、アイルランド出身の欧州議会議長パット・コックスやチェコ大統領ヴァーツラフ・ハヴェル、アイルランド元大統領パトリック・ヒラリー、元首相ギャレット・フィッツジェラルドら欧州統合主義を掲げる著名人による遊説やメディアへの登場など大規模な賛成運動が展開された。投票の結果、前回の国民投票の2倍近くとなる60%が賛成票であり、すべての選挙区において賛成が反対を大きく上回った。
これにより全加盟国がニース条約に批准したことになった。ニース条約は2002年末までに批准を完了することとされており、批准が完了されていなければ破棄されることとなっていた。

## 評価
ニース条約は無駄の多い欧州連合の統治メカニズムを効率的に修正し、政策の決定過程を合理化する狙いがあるとして、これらは欧州連合を中欧地域に拡大するのに欠かせないとされている。さらに旧共産圏諸国の統合と将来の発展においてニース条約は非常に重要な役割を持つともされている。ところが欧州連合というプロジェクトにより大きな権限を持たせるべきであると考える多くの者にとって、ニース条約は不十分であると感じられるもので、いずれ将来において欧州連合の憲法や連邦制に移行するなどといった新たな条約や協定に変えられるものとされている。
ニース条約に反対を唱える者は、本条約は民主的ではなく実務的なものであり、各国の主権や議会の機能をさらに奪い、また権威的で無責任な官僚制に権限を集中させるものであるとして、政治的な権限を深めるものであっても広めるものではないとして批判している。また現行制度では5つの加盟申請国が新たに欧州連合に加盟できるかもしれないが、ほかの加盟を希望する国は個別の基準で協議することになり、これでは先に挙げた申請国に有利になっているとしている。さらにニース条約では欧州連合域内に格差を生じさせ、フランスやドイツといった大国が、自国に有利な欧州連合の政策を実施しかねないという懸念もある。反ニース条約の政治家には、アイルランド以外で国民投票を実施していたと仮定すると、同様に反対票が上回ることもありうると指摘する者もいる。